# Monarch Intelligence
 (mars 2025).
 (mars 2025).
Monarch Intelligence est une association loi de 1901 en France. Fondée le 7 novembre 2019, elle a pour but de sensibiliser, informer et former aux enjeux des objectifs de développement durables (ODD), aux enjeux de responsabilité sociétale et renforcer les liens sociaux et intergénérationnels.
Depuis 2021 l'association porte le Théâtre des ODD, un projet culturel ayant pour but d'acculturer aux 17 ODD avec légèreté et sans stigmatiser.

## Histoire
Le 7 novembre 2019, Jean-Yves Mougeolle et Thibault Bergamini ont co-fondé Monarch intelligence à Bordeaux. L'objectif de cette association est de fédérer, éduquer et engager dans le domaine du développement durable, de la responsabilité sociale des organisations et de l'éducation populaire.
Les actions de l'association se concentrent autour des 17 objectifs de développement durable, adoptés en 2015 par les 193 pays membres de l'organisation des nations unies, et qui doivent être atteints d'ici à 2030.
Monarch intelligence a été incubé à ODD-YSSEE, incubateur de So Coopération, en 2023.
En 2024, l'association a bénéficié d'un financement de 20 000€ par le fond FSE+ de l'Union Européenne.

## Activités de l'association
L'association a mis en place un pluralité d'outils pour atteindre son objectif. 4 méthodes d'actions sont identifiées :
- Théâtre des ODD,
- Ateliers éducatifs,
- Ateliers de sensibilisation,
- Transposition culturelle.

L'association indique qu'elle propose ponctuellement d'autres types d'événements (afterwork, masterclass, etc).
Monarch intelligence capitalise aussi sur les actions publiques pour augmenter l'impact de ses activités.

## Théâtre des ODD

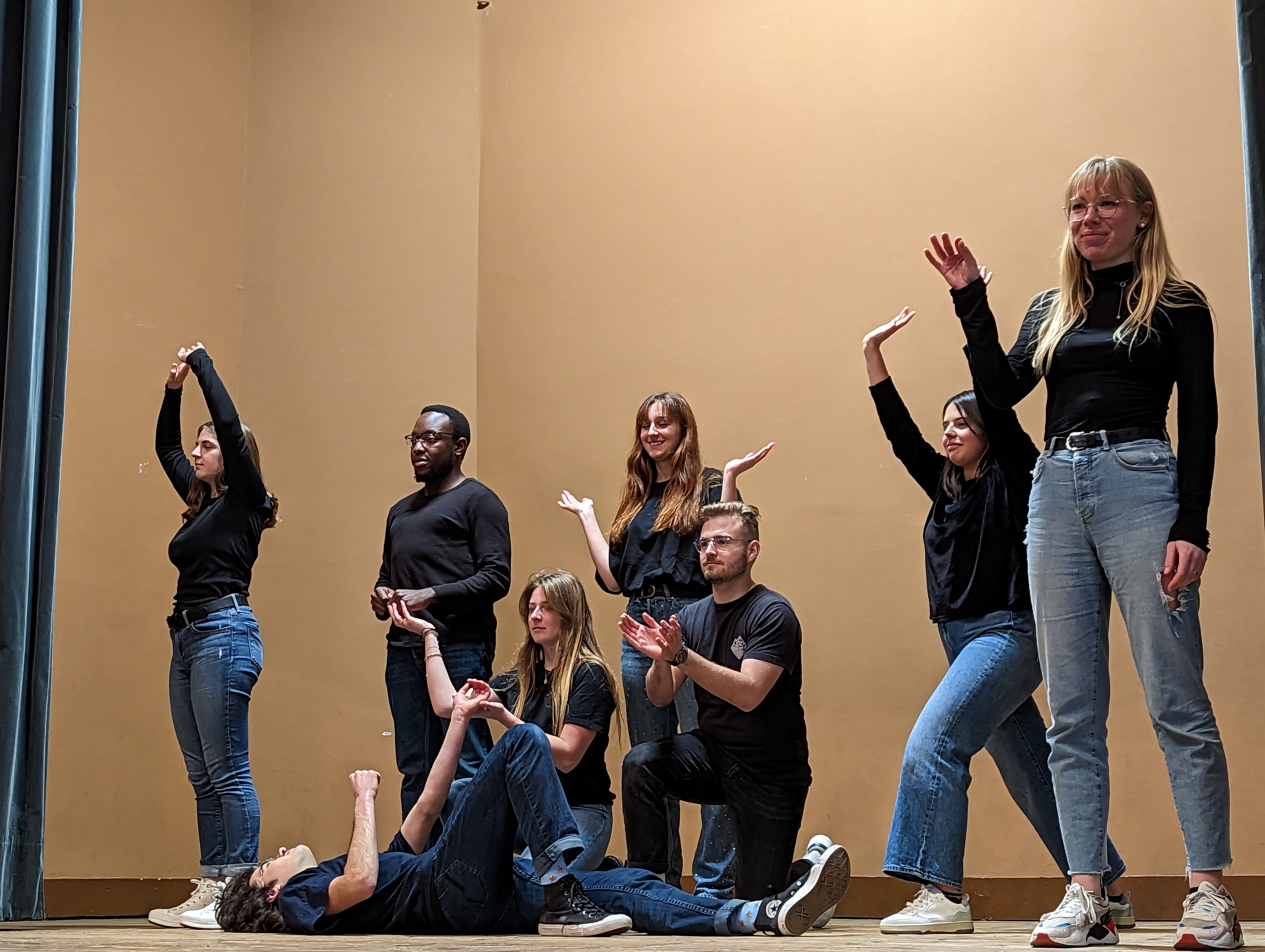
Le théâtre des ODD en 2023 à Bordeaux.

En janvier 2021, et suivant une première année de crise sanitaire, un projet de troupe de théâtre au sein de l'association est impulsé. Composé majoritairement d'étudiants, le groupe utilise un axe humoristique pour sensibiliser aux transitions environnementales et sociétales, au travers de 17 scénettes reprenant les 17 ODD.
Aussi appelé Spectacle des ODD, le collectif est initialement composé de 10 personnes et dirigé par Alice Hachet (fondatrice et directrice d'un théâtre),. Le format prend rapidement de l'ampleur en état également programmé sous forme de découverte (représentations courtes) ou comme atelier (initiation au théâtre sur le thème des ODD) par les universités bordelaises,,.
L'association a également exporté son théâtre en dehors de la métropole bordelaise, notamment à Angoulême.
Plus récemment, depuis 2023, le projet est également présent dans les établissements d'enseignement secondaire,.
Le théâtre des ODD a été présenté à l'occasion du Tour de France des ODD du Comité 21 en décembre 2021. La pièce a également été jouée en février 2024 pour le Forum national de l'économie sociale et solidaire & de l'innovation sociale à Niort.

## Interventions publiques
En parallèle de ses activités de sensibilisation, l'association développe un axe de communication au travers d'actions publiques hétérogènes : prise de position en faveur de l'aide publique au développement (février 2025),, ouverture de la conférence TEDxBordeaux (novembre 2024), participation au jury des trophées de la semaine de l'écologie et de la solidarité (SEES) - organisée par le RESES (mars 2025),.

## Direction
| Portrait                                                                | Identité                        | Période         | Période | Durée |
| Portrait                                                                | Identité                        | Début           | Fin     | Durée |
| ----------------------------------------------------------------------- | ------------------------------- | --------------- | ------- | ----- |
| Pas de portrait sous licence libre disponible pour Jean-Yves Mougeolle. | Jean-Yves Mougeolle (d)         | 7 novembre 2019 |         |       |
| Baptiste Royau lors d'une conférence en 2023, à Talence.                | Baptiste Royau (d) (né en 2001) | novembre 2022   |         |       |
| Pas de portrait sous licence libre disponible pour Noé Bugeau.          | Noé Bugeau (d)                  | novembre 2022   |         |       |